# Tereza Neumanová
Tereza Neumanová (* 9. August 1998 in Třebíč) ist eine tschechische Radrennfahrerin.

## Sportlicher Werdegang
In ihrer Jugend betrieb Neumanová mehrere Sportarten, darunter Skilanglauf und Mountainbikesport. Als Juniorin und in den Jahren danach war sie zunächst im Bahnradsport erfolgreich, wo sie mehrere Medaillen bei den Landesmeisterschaften gewann, darunter eine goldene in der Mannschaftsverfolgung. Auf der Straße fuhr sie zunächst für Team Dukla Praha und wurde 2019 erstmals tschechische Meisterin im Straßenrennen.
Nachdem ihre Karriere 2020 wegen COVID ins Stocken gekommen war, wechselte sie für 2021 zum spanischen Women Cycling Team. In jenem Jahr gewann sie zum zweiten Mal die tschechischen Meisterschaften, was ihr eine Fahrkarte zum olympischen Straßenrennen 2021 bescherte, wo sie auf dem 33. Platz endete.
Im Jahr darauf wechselte sie zu Liv Racing Teqfind und war damit erst die zweite Tschechin in einem WorldTeam. Sie verteidigte zudem ihren Landesmeistertitel im Straßenrennen. Für 2024 wechselte sie zu UAE Team ADQ.
Außer bei den Olympischen Spielen repräsentierte Neumanová die tschechische Nationalmannschaft wiederholt bei Straßenradsport-Weltmeisterschaften und -Europameisterschaften. 2022 und 2023 fuhr sie den Giro d’Italia Donne.

## Erfolge
2018
- Tschechische Meisterin – Mannschaftsverfolgung (mit Jarmila Machačová, Lucie Hochmann und Kateřina Kohoutková)

2019
- Tschechische Meisterin – Straßenrennen

2021
- Tschechische Meisterin – Straßenrennen

2022
- Tschechische Meisterin – Straßenrennen